# Rue Geoffroy-l'Asnier
Rue Geoffroy-l'Asnier je ulice v Paříži v historické čtvrti Marais. Nachází se ve 4. obvodu.

## Poloha
Ulice vede od křižovatky s Quai de l'Hôtel-de-Ville a končí na křižovatce s Rue François-Miron.

## Historie
Rue Geoffroy-l'Asnier existovala již kolem roku 1300. Její název vznikl zkomolením z Frogier l'Asnier či Forgier-l'Asnier, jména měšťanské rodiny, která na konci 13. století vlastnila skoro celou ulici. Změna na Geoffroy l'Asnier je doložena od roku 1445.
V 19. století ulice začínala na nábřeží a končila až u Rue Saint-Antoine.

## Zajímavé objekty
- dům č. 17: Centre de documentation juive contemporaine, který je součástí Mémorial de la Shoah
- dům č. 22: městský palác z roku 1668
- domy č. 23–25: v letech 1824–1859 zde sídlila radnice tehdejšího 9. obvodu
- dům č. 26: hôtel de Chalon-Luxembourg je i se zahradou chráněný jako historická památka
- dům č. 31: hôtel Ourscamp je chráněný jako historická památka